# روجر ويلسون دنيس
روجر ويلسون دنيس (بالإنجليزية: Roger Wilson Dennis)‏ هو رسام أمريكي، ولد في 1902، وتوفي في 1996.